# Пруди (Совєтський район)
Пруди́ (до 1945 року — Аблеш, також Аблеш Німецький крим. Ableş) — село Феодосійського району Автономної Республіки Крим. Розташоване на півдні району.